# 米哈伊尔·弗里德曼
米哈伊尔·马拉托维奇·弗里德曼（俄语：Михаи́л Мара́тович Фри́дман，1964年4月21日—），是俄罗斯-以色列犹太商人，出生於乌克兰，阿尔法集团创始人，2020年为俄罗斯第11大富豪。2022年俄羅斯入侵烏克蘭後，歐盟對其實施制裁。2023年8月11日，米哈伊尔·弗里德曼被美國制裁。2023年12月20日，米哈伊尔·弗里德曼被烏克蘭國家安全局通緝。